# Дубина Василь Прокопович
Василь Прокопович Дубина (Псевдо: «Вогник» («Огник»), «Славко»; 8 грудня 1925, с. Нем'яч, (нині — Бродівський район, Львівська область) — 20 жовтня 1954, там само) — лицар Бронзового хреста бойової заслуги УПА.

## Життєпис
Народився у селянській родині. Освіта — 7 класів.
Учасник збройного підпілля ОУН з квітня 1945 року: стрілець місцевої кущової боївки (04.—11.1945), учасник боївки СБ Підкамінського районного проводу ОУН (11.1945—1946), інформатор СБ кущового проводу ОУН (1946—08.1948), охоронець Володимира Качура — «Лимана» (референта СБ Підкамінського районного проводу ОУН, а відтак — керівника Підкамінського районного та Золочівського надрайонного проводів ОУН).
Загинув унаслідок зради в оточеній військами МДБ господарці, застрелився, аби не потрапити живим у руки ворога.

## Нагороди
Згідно з Наказом Золочівського окружного проводу ОУН ч. 1/52 від 5.08.1952 року бойовик охорони Золочівського надрайонного проводу ОУН Василь Дубина — «Славко» нагороджений Бронзовим хрестом бойової заслуги УПА.

## Вшанування пам'яті
12.10.2017 року від імені Координаційної ради з вшанування пам'яті нагороджених Лицарів ОУН і УПА у Львові Бронзовий хрест бойової заслуги УПА (№ 016) переданий Ярославу Батурині, синові Василя Дубини — «Славка».